# Euclystis isoa
Euclystis isoa är en fjärilsart som beskrevs av Achille Guenée 1952. Euclystis isoa ingår i släktet Euclystis och familjen nattflyn. Inga underarter finns listade i Catalogue of Life.